# Les Aventures de Télémaque (Aragon)
Pour les articles homonymes, voir Les Aventures de Télémaque.
Les Aventures de Télémaque est un roman de Louis Aragon publié en 1922. Pastiche dadaïste de l'ouvrage du même nom par Fénelon, Aragon qualifie son œuvre de « petit livre expérimental », « un Télémaque à l'antique, croisement entre Fénelon et Dada ». Le livre est dédié à Paul Éluard.

## Histoire éditoriale

### Genèse et intentions du roman
Les Aventures de Télémaque de Fénelon fut le livre par lequel Aragon apprit à lire — tel le duc de Bourgogne pour lequel l'œuvre fut conçue. Plus qu’une volonté de réécriture, Aragon veut corriger cette œuvre qui fut pour lui la source de la lecture. Ces corrections s'effectuent à la lumière de son influence d’alors : les Poésies d’Isidore Ducasse (dont une citation est mis en exergue du livre VI), elles-mêmes collection et corrections de phrases d’autres auteurs.

Le texte est ponctué par les citations qui introduisent chacun des sept livres ainsi que l'épilogue (des citations d'Emmanuel Kant, André Breton, Philippe Soupault, Maurice Barrès, Francis Picabia, Charles Baudelaire, Isidore Ducasse, d'un psaume et de Tristan Tzara). Le but est, d'une part, de rendre compte de la complexité du geste de l’écriture, de ses sources. Aragon développe l’œuvre de Fénelon — à la lumière de dada et de Ducasse —, Fénelon, qui, lui-même, propose dans ses aventures de Télémaque une suite au chant IV de l’Odyssée, œuvre elle-même le fruit de plusieurs auteurs. Aragon s'exprime sur ce collage dans les « Notes pour un collectionneur » : 
« Il est bon de dire que les nombreux emprunts, parfois de plusieurs pages, faits par l'auteur aux ouvrages les plus diverses (de Fénelon à Jules Léminas), ne seront pas signalés au lecteur […], afin de lui ménager le plaisir de les découvrir soi-même, de s'en indigner, et de se réjouir de sa propre érudition. »
Ce questionnement sur l'originalité de l'écriture est exprimé dès la première phrase de l'« Amende honorable » qui ouvre le livre, mais aussi par les personnages eux-mêmes.

D'autre part, le Télémaque d'Aragon a aussi une valeur autobiographique : 
« Le livre suit en réalité ma vie telle qu'elle fut (et ne pouvait s'écrire) de 1919 à 1920 ; c'est-à-dire ce qui fut le prélude et le déroulement de la saison Dada à Paris. »

### Contenu duTélémaqued'Aragon
Le livre est introduit par une « Amende honorable », puis viennent les sept livres, ensuite l'épilogue, enfin les « Notes pour un collectionneur ». Pour sa parodie correctrice, Aragon n'a retenu que le livre I et VI du Télémaque de Fénelon,.

#### Livre I
Le contenu du livre I chez Aragon suit celui de Fénelon, dans sa construction et dans le déroulement de la narration. L'action est condensée, le récit plus imagé pour obtenir un effet comique. Ci-dessous le rapprochement du début des deux romans :
| Premières phrases du livre I du Télémaque de Fénelon | Premier paragraphe du livre I du Télémaque d'Aragon |
| --- | --- |
| « Calypso ne pouvait se consoler du départ d’Ulysse. Dans sa douleur, elle se trouvait malheureuse d’être immortelle. Sa grotte ne résonnait plus de son chant ; les nymphes qui la servaient n’osaient lui parler. Elle se promenait souvent seule sur les gazons fleuris dont un printemps éternel bordait son île : mais ces beaux lieux, loin de modérer sa douleur, ne faisaient que lui rappeler le triste souvenir d’Ulysse, qu’elle y avait vu tant de fois auprès d’elle. Souvent elle demeurait immobile sur le rivage de la mer, qu’elle arrosait de ses larmes, et elle était sans cesse tournée vers le côté où le vaisseau d’Ulysse, fendant les ondes, avait disparu à ses yeux. » | « Calypso comme un coquillage au bord de la mer répétait inconsolablement le nom d'Ulysse à l'écume qui emporte les navires. Dans sa douleur elle s'oubliait immortelle. Les mouettes qui la servaient s'envolaient à son approche de peur d'être consumées par le feu de ses lamentations. Le rire des prés, le cri des graviers fins, toutes les caresses du paysage rendaient plus cruelle à la déesse l'absence de celui qui les lui avait enseignées. À quoi bon porter ses regards à l'infini, si l'on n'y doit rencontrer que les plaines amères du désespoir ? En vain les rivages de l'île fleurissaient-ils au passage de leur souveraine, elle ne prêtait attention qu'au cours stupide des marées. » |

#### Livre II-VII
Le reste des six autres livres se concentrant sur la description de « la vie quotidienne d’Ogygie » et reprend des éléments du livre VI du Télémaque de Fénelon. La parodie d'Aragon prends toute son ampleur : le duo Mentor-Télémaque éclate, la recherche de la vertu (qui est le sujet central des aventures de Télémaque de Fénelon) est abandonnée, Télémaque, de colère, quittera l'île seul avant d'y revenir (livre VI), Mentor construit bien un navire (comme chez Fénelon) mais pour fuir (seul aussi) Calypso qui l'agace (livre VI), enfin, à la suite d'une dispute Télémaque se jette d'une falaise, non pour échapper à l'île comme chez Fénelon, mais pour se suicider, en provocation envers Mentor qui se fera ensuite écraser par un rocher (livre VII).
Au fil du livre, les descriptions et les dialogues composés en caractères romains sont entrecoupés d'incises en caractères italiques, témoignage typographique de l’aspect composite de l'écriture, du geste de collage. Aragon pratique l'autoréférence, il insère des poèmes et des manifestes dadaïstes parus dans les numéros 13 et 15 de la revue Littérature. Cela donne lieu à des anachronismes vis-à-vis de la temporalité de l'histoire qui est censée se dérouler à l'époque de la Grèce antique (sont mentionnés de la ville de New-York, de la longueur du mètre et le téléphone).

### Historique des publications
Les Aventures de Télémaque ont été écrites par Aragon à partir de 1919. Elles parurent aux éditions de la N.R.F. en 1922 (accompagnée d'un portrait de l'auteur par Robert Delaunay) peu avant la fin du mouvement Dada auquel Aragon prit part. Le texte sera réédité chez Gallimard dans la collection « Blanche » en 1966, enrichi des « Notes pour un collectionneur » qu’Aragon avait rédigées en 1922. En 1974 le Livre Club Diderot publiera à nouveau le texte, cette fois enrichi d’un « Épilogue » (qui lui aussi avait déjà été rédigé en 1922, mais a sans doute été supprimé à la suite d'une dispute avec Tristan Tzara, dont une citation se trouve en épigraphe). C’est cet ensemble que publie Gallimard dans la collection « L’imaginaire » et dans le premier tome des Œuvres romanesques complètes de la collection « Bibliothèque de la Pléiade » en 1997.